# Zbigniew Witkowski (prawnik)
Zbigniew Witkowski (ur. 13 sierpnia 1953 w Mrągowie) – polski prawnik, konstytucjonalista, profesor nauk prawnych, w latach 1999–2005 (dwie kadencje) i ponownie od 2016 - 2024 (ponownie dwie kadencje) dziekan Wydziału Prawa i Administracji Uniwersytetu Mikołaja Kopernika w Toruniu. 

## Życiorys
W 1972 ukończył V Liceum Ogólnokształcące w Toruniu. W 1976 został absolwentem Wydziału Prawa i Administracji UMK. W latach 1976–1978 odbył aplikację sędziowską. Egzamin sędziowski złożył w 1978 w Toruniu. Pracę doktorską pt. Instytucja prezydenta w konstytucjonalizmie II RP 1921–1935 obronił w 1983. Osiem lat później uzyskał stopień doktora habilitowanego na podstawie dorobku naukowego i rozprawy pt. Prezydent Republiki w systemie ustrojowym współczesnych Włoch. W latach 1996–1999 był prodziekanem, a w latach 1999–2005 i ponownie od 2016 dziekanem Wydziału Prawa i Administracji UMK. Tytuł naukowy profesora otrzymał w 2005. 4 czerwca 2025 r. odebrał najwyższą godność akademicką, tj. tytuł doktora honoris causa nadany przez Senat Uniwersytetu Warmińsko-Mazurskiego w Olsztynie.
Objął funkcję kierownika Katedry Prawa Konstytucyjnego Uniwersytetu Mikołaja Kopernika w Toruniu. Zajmował stanowisko kierownika Zakładu Nauk Prawno-Ustrojowych Kujawsko-Pomorskiej Szkoły Wyższej w Bydgoszczy.
Pełnił funkcję doradcy i sekretarza naukowego Komisji Konstytucyjnej Senatu RP I kadencji, doradcy Szefa Kancelarii Senatu w latach 1993–1996. We wrześniu 1998 został członkiem Rady Legislacyjnej przy Prezesie Rady Ministrów VIII kadencji. Jest członkiem Towarzystwa Naukowego w Toruniu, członkiem korespondentem Towarzystwa Naukowego KUL w Lublinie (od 1995) oraz członkiem Polskiego Towarzystwa Legislacji. Ponadto członek Zarządu Głównego (przez dwie kadencje – wiceprezes) Polskiego Towarzystwa Prawa Konstytucyjnego (będącego częścią Międzynarodowego Stowarzyszenia Prawa Konstytucyjnego – AIDC), członek Rady Głównej Szkolnictwa Wyższego, przewodniczący Zespołu Prawnego Rady Głównej i członek Komisji Uprawnień Akademickich.
Do marca 2016 był członkiem kolegium redakcyjnego Przeglądu Sejmowego.Ponownie powołany do Komitetu Redakcyjnego Przeglądu Sejmowego w maju 2024 r.
Został wybrany na członka Komitetu Nauk Prawnych Polskiej Akademii Nauk kadencji 2020–2023.
Jego zainteresowania badawcze to współczesne, polskie prawo konstytucyjne ze szczególnym uwzględnieniem instytucji prezydenta RP i Senatu oraz prawo konstytucyjne porównawcze ze szczególnym uwzględnieniem Włoch i Watykanu. Jest autorem licznych publikacji z zakresu prawa konstytucyjnego. Był stypendystą MSZ Republiki Włoskiej, LUISS w Rzymie, stypendium Fundacji Rzymskiej Margrabiny J.S. Umiastowskiej i Fundacji Lanckorońskich, stypendium ad personam Przewodniczącego Senatu Republiki Włoskiej.
Brat Lecha Witkowskiego i Wojciecha Witkowskiego.

## Odznaczenia
- Złoty Krzyż Zasługi
- Medal Komisji Edukacji Narodowej
- 2006 – Komandor Orderu Zasługi Republiki Włoskiej[5]
- 2018 – Medal „Thorunium”[6]